# هافري بوتشر (نوفا سكوشا)
هافري بوتشر (بالإنجليزية: Havre Boucher)‏ هي قرية تقع في كندا في Antigonish County. يقدر عدد سكانها بـ 1,493 نسمة .